# Месје 21
Месје 21 (М21) је расејано звездано јато у сазвежђу Стрелац које се налази у Месјеовом каталогу објеката дубоког неба.
Деклинација објекта је - 22° 30' 0" а ректасцензија 18h 4m 13,3s. Привидна величина (магнитуда) објекта М21 износи 5,9. М21 је још познат и под ознакама NGC 6531, OCL 26, ESO 521-SC19.